# Outnow-Festival
Das Outnow-Festival (Eigenschreibweise OUTNOW! Festival) ist ein biennales Performing Arts Festival in der Hansestadt Bremen. Veranstalter sind die Schwankhalle Bremen und das Theater Bremen. Das Festival präsentiert Produktionen internationaler Nachwuchskünstler aus Schauspiel, Musiktheater, Tanz und Performance und angrenzenden Kunstgattungen. 
Das Festival wurde 1994 unter dem Namen Sprungbrett vom damaligen Jungen Theater Bremen ins Leben gerufen und fand als OUTNOW! Festival seit 2004 regelmäßig in der Schwankhalle statt. Seit 2013 wird OUTNOW! gemeinsam von Schwankhalle und Theater Bremen veranstaltet. Beide Häuser werden im Rahmen des Festivals als Aufführungsorte genutzt.